# Hyalorbilia erythrostigma
Hyalorbilia erythrostigma är en svampart som först beskrevs av William Phillips, och fick sitt nu gällande namn av Baral & G. Marson 2000. Hyalorbilia erythrostigma ingår i släktet Hyalorbilia och familjen vaxskålar.   Inga underarter finns listade i Catalogue of Life.